# Saitō Musashibō Benkei
Saitō Musashibō Benkei  (西塔 武蔵坊 弁慶?), meglio conosciuto semplicemente come Benkei (弁慶?), (Kii, 1155 – Hiraizumi, 15 giugno 1189) è stato un monaco buddhista e militare giapponese, vissuto tra la fine del periodo Heian e l'inizio del periodo Kamakura.

## Biografia

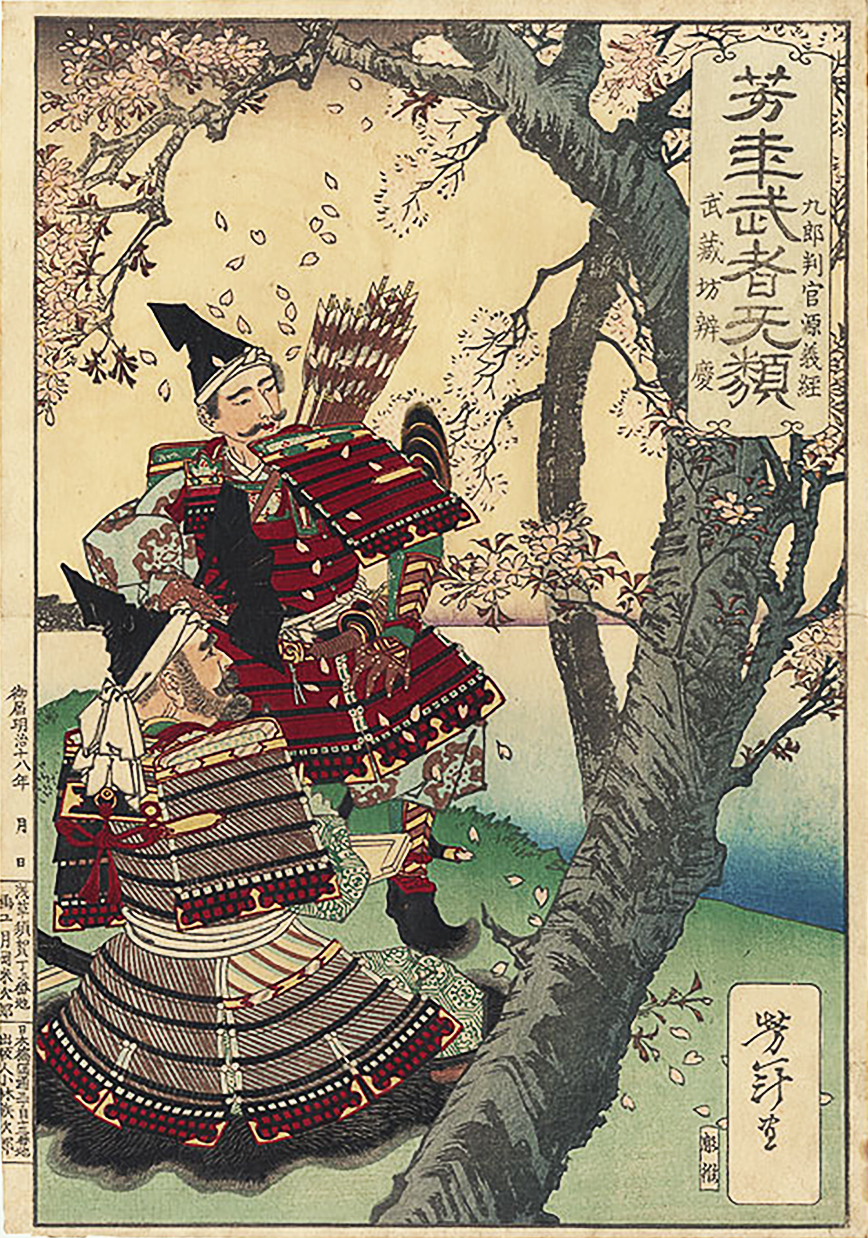
Yoshitsune e Benkei guardano i ciliegi in fiore, ukiyo-e di Yoshitoshi Tsukioka

La sua storia è stata tramandata nella leggenda e nella tradizione popolare, soprattutto attraverso il teatro Nō e Kabuki, ed è ormai impossibile distinguere la verità storica dal mito.

### L'infanzia
Le varie tradizioni pervenuteci descrivono la nascita di Benkei nei modi più disparati. Secondo una, suo padre era a capo di un tempio e aveva stuprato sua madre, la figlia di un fabbro. Secondo un'altra, era figlio di un kami. Molto spesso viene descritto con tratti demoniaci, un bambino mostruoso con capelli scompigliati e lunghi denti aguzzi. Secondo una tradizione, da bambino venne soprannominato Oniwaka (鬼若? lett. "bambino oni").
Entrò in monastero in tenera età e viaggiò molto tra i vari monasteri buddisti del Giappone antico. In quel periodo, i monasteri erano anche importanti centri di amministrazione e cultura, ma soprattutto delle vere e proprie potenze politiche e militari. Come molti altri monaci, scelse di ricevere un addestramento militare e di diventare un sōhei, monaco combattente. Fu probabilmente addestrato nell'uso della naginata, che molte tradizioni gli attribuiscono come arma.
A diciassette anni, pare che fosse robusto e alto più di due metri. Lasciò il monastero e si unì agli yamabushi, i monaci itineranti di montagna, indossando il loro caratteristico mantello nero, nel quale è ritratto in molte stampe giapponesi.

### Lo scontro sul ponte di Gojo

Lo scontro sul ponte di Gojo, in un dipinto di Utagawa Kuniyoshi

Ad un certo punto della sua vita, si appostò sul ponte di Gojo, a Kyoto, dove sfidava a duello chiunque del clan Taira volesse attraversarlo, e dopo aver vinto gli sottraeva la propria arma. Secondo una tradizione, aveva chiesto a Kokaji Munenabu, un famoso armaiolo, di costruirgli un'armatura, e questi aveva accettato a patto che gli portasse mille spade. Era arrivato a collezionarne novecentonovantanove, quando il giovane Minamoto no Yoshitsune, l'ultimo figlio del signore della guerra Minamoto no Yoshimoto, attraversò il ponte nel 1173. Sconfitto in duello per la prima volta, e da un avversario molto più giovane (aveva quattro anni in meno) e fisicamente più debole di lui, gli giurò eterna fedeltà e lo seguì.
Al fianco del suo signore, combatté la guerra Genpei contro il clan rivale. Le gesta di Yoshitsune e Benkei sono raccontate in toni epici, e a Yoshitsune le tradizioni popolari attribuiscono il merito della gran parte delle vittorie del clan Minamoto, e in particolare nella battaglia di Dan-no-ura.

### La famosa morte in piedi

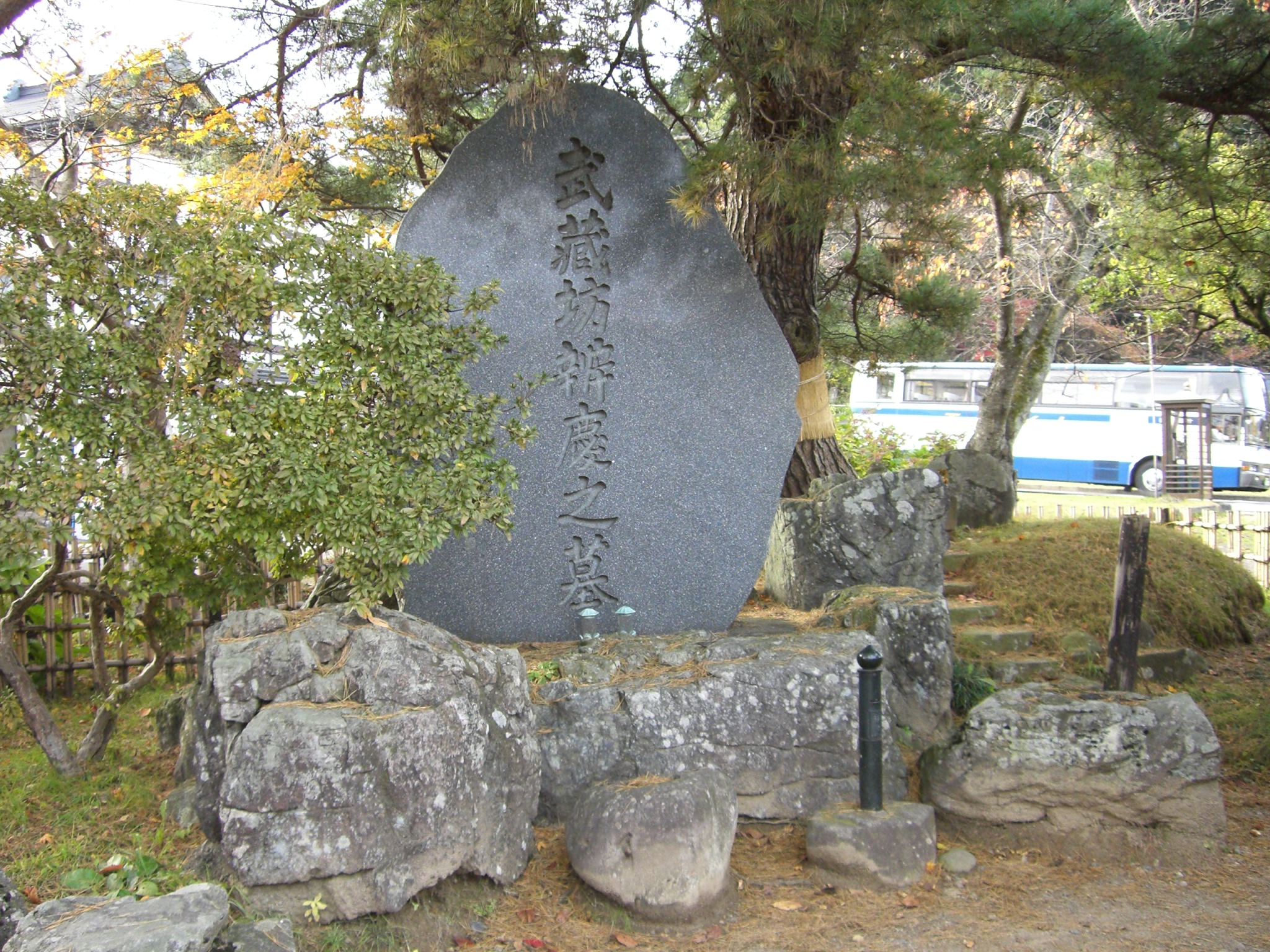
La tomba di Benkei a Hiraizumi

Dopo il trionfo sui Taira, secondo le leggende, lo shōgun Yoritomo, il fratello maggiore del suo signore a capo del clan Minamoto, vide la fama di Yoshitsune a corte come una minaccia e diede ordine di ucciderlo. Nei due anni che seguirono, Benkei e Yoshitsune dovettero fuggire dagli uomini di Yoritomo e tornare a chiedere l'aiuto di Fujiwara no Hidehira.
Là, nella provincia di Mutsu, il suo signore fu tradito da Yasuhira, il figlio di Hidehira, e furono infine circondati nel castello di Koromogawa. Mentre il suo signore si ritirava all'interno per compiere seppuku insieme alla moglie e alla figlia, tenne impegnati gli assalitori sul ponte d'ingresso al castello, uccidendone da solo oltre trecento. Fu bersagliato di frecce e in molti attraversarono il ponte per combatterlo, ma ebbe ragione di tutti. I soldati cominciarono ad avere paura di affrontarlo e aspettarono dall'altra parte del ponte che cedesse sotto il peso delle ferite subite.
Quando infine i guerrieri attraversarono di nuovo il ponte, scoprirono che era già morto da qualche tempo, ma che non aveva cessato di rimanere nella sua posizione, consentendo così al suo signore di guadagnare il tempo necessario. Questo episodio è noto come la "Morte in piedi di Benkei" (弁慶の立往生?, Benkei no Tachi Ōjō).

## Presenza nella cultura di massa
La storia di Benkei ci è stata tramandata esclusivamente dalle tradizioni popolari, e la sua figura eroica è ancora molto popolare in Giappone, dove trova spazio in molte opere contemporanee. La lealtà e l'onore di Benkei sono oggetto di molte opere.
In un'opera di kabuki, Benkei si trova nel dilemma morale di dover scegliere se mentire per proteggere il suo signore e permettergli di attraversare un ponte. Alla fine, il monaco sceglie di rinnegare il suo onore per compiere il suo dovere. In un'altra opera di kabuki, Kanjinchō, portata al cinema da Akira Kurosawa nel 1945, in Gli uomini che mettono il piede sulla coda della tigre, deve picchiare il suo signore per evitare di smascherarlo.